# Стеклянский сельсовет
Стеклянский сельсовет — сельское поселение в Купинском районе Новосибирской области Российской Федерации.
Административный центр — село Стеклянное.

## История
Статус и границы сельского поселения установлены Законом Новосибирской области от 2 июня 2004 года № 200-ОЗ «О статусе и границах муниципальных образований Новосибирской области».
В августе 2017 года в результате демаркации российско-казахстанской границы несколько гектар Стеклянского сельсовета с частью озера Сладкое вошли в состав Казахстана.

## Население
| 2002  | 2010  | 2012  | 2013  | 2014  | 2015  | 2016  |
| ----- | ----- | ----- | ----- | ----- | ----- | ----- |
| 1453  | ↘1119 | ↘1082 | ↘1043 | ↘1036 | ↘1035 | ↗1040 |
| 2017  | 2018  | 2019  | 2020  | 2021  |       |       |
| ↗1041 | ↘1013 | ↘997  | ↘992  | ↘979  |       |       |

## Состав сельского поселения
| № | Населённый пункт | Тип населённого пункта       | Население |
| - | ---------------- | ---------------------------- | --------- |
| 1 | Орловка          | деревня                      | ↘223      |
| 2 | Покровка         | деревня                      | ↘158      |
| 3 | Стеклянное       | село, административный центр | ↘738      |

### Упразднённые населённые пункты
Законом от 5 мая 2011 года упразднён железнодорожный разъезд 114 км.
Законом от 2 марта 2021 года упразднён (к 1 июля 2021 года) посёлок Питомник.